# Karmelitinnenkloster Saint-Martin-Boulogne
Das Karmelitinnenkloster Saint-Martin-Boulogne ist ein Kloster der Unbeschuhten Karmelitinnen in Saint-Martin-Boulogne, Département Pas-de-Calais, im Bistum Arras in Frankreich.

## Geschichte
Das 1885 gegründete Karmelitinnenkloster Cholet wurde 1901 durch die Dritte Republik vertrieben, kam zuerst in der Benediktinerinnenabtei Maredret in Belgien unter, wechselte 1904 nach Dixmude und konnte 1914 bei der Kongregation der Schwestern von Bon Secours in Boulogne-sur-Mer Zuflucht finden. 1916 zogen die Schwestern in ein Haus in Saint-Martin-Boulogne und bauten dort bis 1931 ein Kloster, das sie nach seiner Zerstörung 1944 seit 1956 wieder bewohnen (Rue du Denacre Nr. 2).
In Cholet gab es ab 1925 unter dem Namen Carmel de Jésus-Emmanuel (auch: Carmel des Missions) wieder ein Karmelitinnenkloster. Die Kongregation ist in der Mission in Asien aktiv. Das Kloster in der Rue Pasteur Nr. 57 ging 2002 in den Besitz der Franziskaner über.